# Телекинез

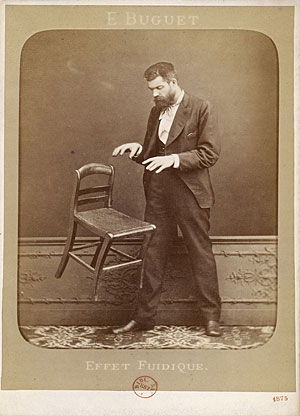
Французский мастер так называемой «спиритической фотографии» Э. И. Буге (1840—1901) демонстрирует возможности «психокинеза» в своей фотоподделке 1875 года под названием «Эффект флюидов».

Телекине́з (др.-греч. τῆλε — «далеко» и κίνησις — «движение»), или психокине́з (др.-греч. ψυχή — «душа») — в парапсихологии способность человека усилием мысли оказывать воздействие на физические объекты.
Телекинез противоречит массиву научных данных о физической реальности. Экспериментальные проверки эффекта показывают влияние экстрасенса, не превышающее погрешности измерений и ошибок их статистической обработки.

## Терминология
Термин «телекинез» впервые использовал в 1890 году русский исследователь паранормальных явлений А. Н. Аксаков. Автор термина «психокинез» — американский автор и издатель Генри Холт (Термин появился в книге: Henry Holt. On the Cosmic Relations. — 1914); популяризировал его американский парапсихолог (основатель парапсихологии) Джозеф Райн (J. B. Rhine) в 1934 году.
Оба понятия в разное время описывались разными терминами: «дистанционное воздействие» (англ. distant influencing), «влияние мыслью на расстоянии» (англ. remote mental influence), «прямое сознательное намерение» (англ. direct conscious intention), «мысль, управляющая материей» (англ. mind over matter) и другими.
Первоначально термины теле- и психокинез считались синонимами, но постепенно, по мере того, как появлялись данные о том, что воздействие человеческого сознания на материальные объекты может и не ограничиваться кинетической составляющей, произошло разделение. Психокинез — более общий термин — объединил в себе любые (макро- и микро-) явления, так или иначе связанные с воздействием мысли на материю, включая: телекинез, пиро- и криокинез, аэро- и гидрокинез, биоцелительство, телепортацию, «мыслеграфию» (thoughtography), левитацию и т. д.
В своём отчёте об исследовании феномена телепортации (Teleportation Physics Study, 2004), подготовленного по заказу командования американских ВВС (и проводившихся в Air Force laboratory на базе Эдвардс ВВС США), физик Эрик Дэвис описывает телекинез как «частный случай психокинеза». В популярной культуре, наоборот, термин телекинез получил наибольшее распространение.

## История феномена
Сторонники реальности телекинеза утверждают, что это явление известно с глубокой древности и упоминается в Библии, в частности в Деяниях апостолов (освобождение Св. Павла и Силы, 16:19-40). Впоследствии в парапсихологии появились предположения, что элементы психокинеза так или иначе могли присутствовать в методиках наложения проклятий, произнесении магических заклинаний и предсказании погоды. В ту же категорию многие включают сглаз..
Массовый характер демонстрации предполагаемого психокинеза приобрели на спиритических сеансах второй половины XIX века, когда в присутствии медиумов, по свидетельствам очевидцев, наблюдались явления левитации и (де)материализации. В то же время появились и так называемые заряженные медиумы («electric people»), которые, если верить очевидцам, заставляли металлическую утварь прилипать к коже, усилием взгляда гнули ложки и т. д. Большую известность приобрёл в начале XX века медиум Руди Шнайдер, специализировавшийся на демонстрации явлений, воспринимавшихся очевидцами как психокинез.

### Эксперименты Дж. Б. Райна
В 1930-х годах исследование психокинеза стало самой быстро развивающейся областью парапсихологии. Однако в большинстве своём лабораторные опыты приносили противоречивые результаты. В некоторых случаях скептики отмечали изъяны в методологии, в других — прямую фальсификацию. Первым за последовательное изучение психокинеза взялся в 1934 году Джозеф Бэнкс Райн (1895—1980) из Университета Дьюка в Северной Каролине. Первым в поле его наблюдения попал игрок, утверждавший, что способен усилием мысли укладывать игральные кости так, чтобы они выдавали нужные суммы и комбинации. К 1941 году было проведено в общей сложности 651 261 выбрасываний кости. Суммарный результат экспериментов, по утверждениям Райна, свидетельствовал о явлении влияния мысли человека на предметы, вероятность которого исчислялась одним случаем из десяти в сто пятнадцатой степени. Дальнейшие эксперименты Райна были менее успешными. Впоследствии, в комментарии к публикации Райна о проделанной работе его ассистент заметил, что в начале опытов результаты всегда намного лучше, чем в конце, и впоследствии эту тенденцию отмечали все исследователи феномена внечувственного восприятия.
Райн сделал вывод: наблюдаемые им случаи психокинеза (ПК) не имеют отношения к физической деятельности мозга и не могут быть объяснены известными законами физики. Кроме того, он предположил, что два феномена — ПК и ESP (Extra Sensory Perception — внечувственное восприятие) идентичны и в какой-то мере являются продолжениями один другого. Оба они могут регулироваться воздействием наркотиков и гипноза. Райн считал, что феномен духовного целительства, равно как и «народная» магия также являют собой разновидности психокинеза.
После Райна эксперименты перешли в лабораторную среду. Исследуемые явления разделились на две категории: макро-ПК и микро-ПК (слабые, не регистрируемые невооружённым глазом эффекты, требующие статистической обработки), причём именно вторая из них оказалась в центре внимания.

### Прибор Г. Шмидта
В 1960-х годах американский физик Гельмут Шмидт разработал новый метод тестирования микро-ПК[уточнить]. Он создал аппарат, известный как electronic coin flipper, в основу которого был заложен механизм случайного распада радиоактивных частиц, — процесса непредсказуемого и не зависящего от температурных, физических, электрических, магнитных и химических изменений в среде, а значит, практически исключающего возможность фальсификации.
Электронный «флиппер» стал прототипом (также созданного Шмидтом) «генератора случайных событий», компьютеризированного метода, который в исследованиях такого рода стал основным. Шмидт, предлагавший испытуемым усилием мысли воздействовать на результат бросания монеты (что тут же фиксировалось аппаратом, испускавшим лучи[какие?] — соответственно красные и зелёные) утверждал, что действительно наблюдал защищённый от любого постороннего воздействия феномен психокинеза.

### Феномен Кулагиной
В конце 60-х годов широкую известность приобрёл феномен Нинель Кулагиной (она же — Нелли Михайлова). В 1968 году сделанные в СССР чёрно-белые фильмы, документировавшие эксперименты с её участием, были продемонстрированы западным экспертам и вызвали сенсацию, по крайней мере среди парапсихологов, некоторые из которых поспешили объявить, что получено решающее доказательство реальности психокинеза. В книге Investigating Psychics Ларри Кеттлькамп утверждает, что способности Н. С. Кулагиной изучали 40 учёных, включая двух нобелевских лауреатов, и что она многократно демонстрировала способность приводить в движение статические объекты, менять траекторию объектов движущихся, оставлять образы на фотографических пластинах, отделять в воде желток от белка разбитого яйца и другие сверхспособности. Утверждается, что имел место такой случай: чтобы удостовериться в том, что на эксперимент не воздействуют внешние электромагнитные силы, испытуемую помещали в металлический бокс, где она, в частности, сумела отделить меченую спичку от общей массы спичек, находившихся под стеклянным колпаком.
Возможно, самый знаменитый эксперимент с участием Кулагиной был проведён 10 марта 1970 года в ленинградской лаборатории с участием физиолога доктора Геннадия Сергеева. Согласно сообщениям очевидцев, в ходе экспериментов, зафиксированных фотоплёнкой, Кулагина психокинетически воздействовала на сердце лягушки, отделённое от тела: сначала в обе стороны меняла пульс, потом остановила сердце.
Впоследствии отдельные исследователи и целые организации (Образовательный фонд Джеймса Рэнди, Итальянский комитет по исследованию предполагаемых паранормальных явлений, CICAP) выражали сомнения относительно качества лабораторного контроля в экспериментах с Кулагиной. Многие практикующие фокусники выступили с заявлениями о том, что явления, демонстрировавшиеся Кулагиной, могли быть произведены методами, использующимися иллюзионистами.
В начале 1964 года Н. С. Кулагина была на обследовании в институте им. В. М. Бехтерева (у неё были неврологические проявления). Сотрудники института провели эксперименты по наблюдению за заявленными ей ранее параспособностями, исключив возможность для Кулагиной по подсматриванию, подслушиванию и получению помощи сообщника. О ходе экспериментов был составлен подробный отчёт на 16 страницах. В таких строго контролируемых условиях Кулагина не сумела проявить ничего экстраординарного.

Тщательное обследование полностью развенчало нашумевшее «чудо». Никаких чудес не было. Был обычный обман. Опытная аферистка в махинациях с холодильниками сумела совершить аферу и на научном поприще.
— Освещать факты с научных позиций // Ленинградская правда : газ. — 1964. — 16 марта. — Цит. по Александров, 2015.
Член-корреспондент РАН А. М. Иваницкий, исследовавший феномен Кулагиной в 1960-х годах, утверждал, что Кулагина во время экспериментов пользовалась тонкими капроновыми нитями с завязанными на них узелками. Эти нити были обнаружены на её одежде при обследовании в психиатрической клинике (нити были привязанны в области живота). Там же был раскрыт секрет, с помощью которого Кулагина воздействовала на стрелку компаса: якобы поранив палец, она забинтовала его и спрятала под бинтом магнитную стрелку другого компаса.
Кулагина была опытной аферисткой, в частности, она была осуждена за мошенничество в г. Ленинграде. Но даже те люди, которые знали, что Кулагина не чиста на руку, и что её много раз ловили на жульничестве, зачастую верили ей, поддавшись её харизме.

### Свами Рама
В 1969 году по приглашению доктора Элмера Грина из Фонда Менингера в лабораторию Фонда (Тапека, штат Канзас) прибыл йог Свами Рама (1925—1996), известный демонстрациями способности усилием воли контролировать деятельность собственной сердечно-сосудистой системы.
По сообщению Элмера Грина, в лабораторных условиях, под наблюдением исследователей Свами Рама (в специальной маске с пластиковым экраном и комбинезоне, призванными исключить любое возможное воздействие на объект дыханием или телодвижениями) продемонстрировал, в числе прочего, способность усилием мысли приводить во вращение сложенные крест-накрест и закреплённые на оси 14-дюймовые вязальные спицы, находясь на расстоянии полутора метров от них; несмотря на уверенность Грина в обратном, один из присутствовавших при эксперименте врачей остался уверен в том, что движение спиц порождалось воздушными потоками. Отчёты об этих исследованиях Фонда Меннингера были приведены в книге Элмера и Элис Грин «Beyond Biofeedback». Отмечается, что в данном эксперименте были приняты лишь меры по контролю за субъектом эксперимента; контроль за объектом, который является более надёжным, не осуществлялся: экспериментальная установка со спицами не была экранирована от воздушных потоков.

### Ури Геллер

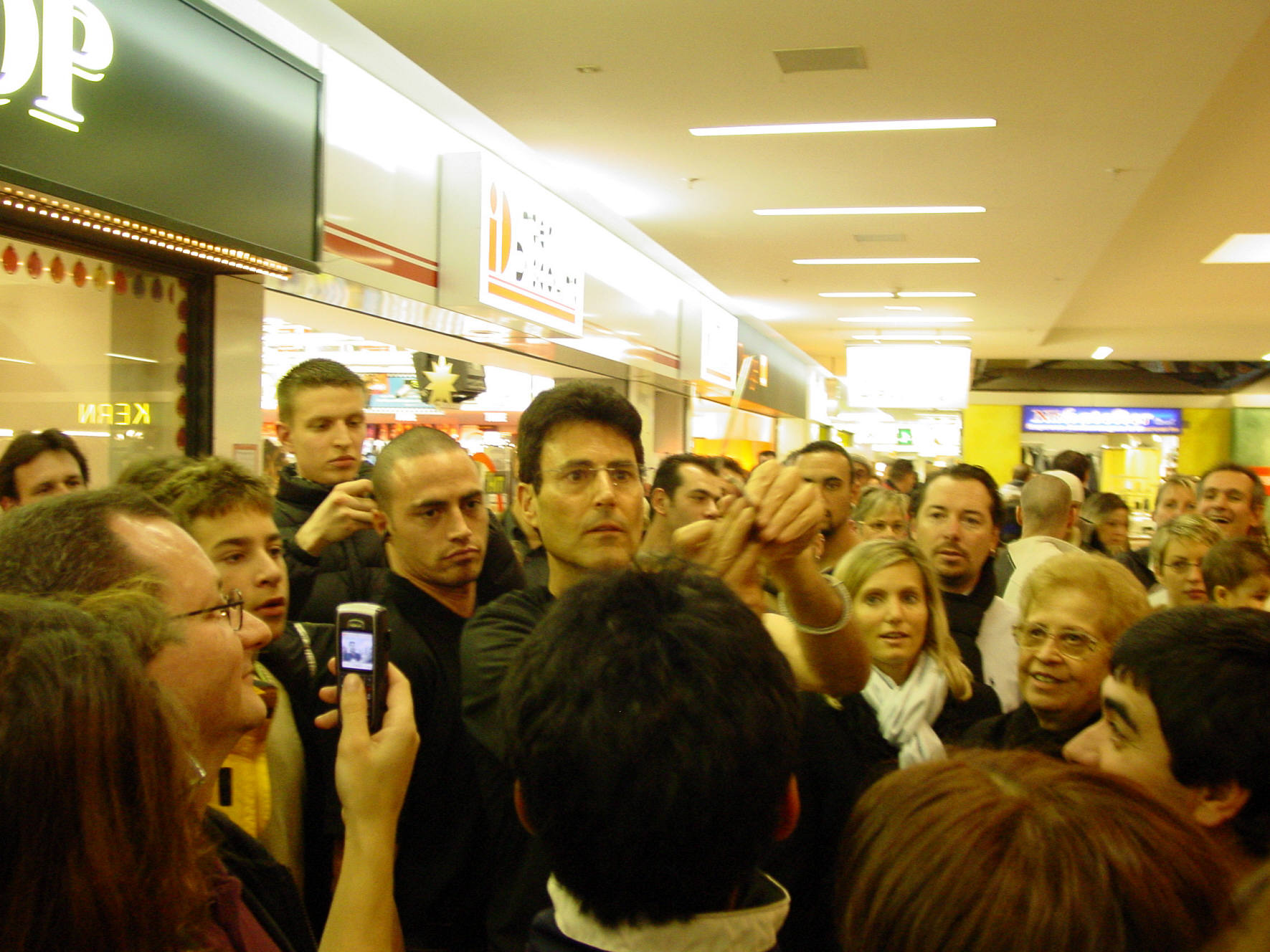
У. Геллер с ложкой демонстрирует свои способности перед посетителями универмага в Израиле. 2005 год

В ноябре 1973 года Ури Геллер, в недавнем прошлом шоумен из израильского ночного клуба, выступил в ток-шоу на Би-би-си, после чего на следующий день о психокинезе заговорила вся страна. Геллер выступил с заявлением о том, что способен силой мысли менять физические свойства, состояние и форму материальных объектов, и в качестве доказательства «изогнул» ложку, всего лишь натерев её пальцами.
Демонстрация не произвела впечатления на профессиональных иллюзионистов: появились предположения о том, что Геллер заранее обработал пальцы неким химическим составом или просто мистифицировал публику визуальным трюком. Несколько месяцев спустя Геллер взялся повторить шоу в американской телепрограмме Tonight, не зная, что ведущего проинструктирует знаменитый разоблачитель Джеймс Рэнди, — и потерпел фиаско. Однако, вопреки ожиданиям последнего, этим дело не кончилось.
Геллер заявил, что перед шарлатанами от сценической «магии» оправдываться не намерен, но всегда готов на лабораторные исследования, если они будут проведены серьёзными учёными. В числе тех, кто принял вызов Геллера, были физики: профессор Джон Тейлор (Лондонский Королевский колледж) с помощниками и научная группа под руководством профессора Джона Хэстеда (Колледж Биркбек, Лондон). Оба коллектива учёных, проводившие исследования независимо друг от друга, выступили с заявлениями, в которых утверждали, что действительно наблюдали в лаборатории психокинетический эффект — в частности, бесконтактное разрушение испытуемым кристаллов и разрезание «усилием мысли» фольги.
Ответ скептиков сводился к одному: это всего лишь доказывает, что Геллер — изощрённый фокусник. Возможно, здесь имеет место версия о памяти металлов. Когда Ури Геллер натирает пальцами ложку (из особого сплава), согнутое ранее место вспоминает свою былую форму, заданную ей ранее при такой же температуре. В конечном итоге решающих доказательств истинности феномена Ури Геллера или мошенничества с его стороны получено не было, и обе стороны остались каждая при своём мнении. Участвовать в проверке в присутствии профессиональных фокусников Геллер отказался.

### Мирослав Магола
Мирослав Магола (пол. Miroslaw Magola), уроженец польского города Гожув-Велькопольски, в 1987 году иммигрировавший в Германию, в 1988 году обнаружил, что обладает способностью притягивать к себе металлические предметы. Впоследствии он понял, что способен притягивать не только металлические, но также вещи из пластика, дерева, мрамора. Он стал известен в 1996 году, когда принял участие в популярной в Великобритании программе «Beyond Belief» на ITV с ведущим Дэвидом Фростом, давшим Маголе имя «Магнетик Мен». После этого Магола неоднократно демонстрировал свои способности в телевизионных шоу по всему миру. Телезрители многих стран могли видеть, как этот человек лишь прикасается к предмету и без помощи чего-либо приподнимает его от пола. Представления вызвали множество споров о том, как он это делает, но до сих пор никто так и не дал сколько-то вразумительного ответа.

## Академические исследования
После экспериментов Дж. Б. Райна в течение полувека было опубликовано более ста пятидесяти отчётов о независимых исследованиях феномена. В подавляющем большинстве случаев авторы утверждали, что действительно наблюдали эффект, который мог бы быть истолкован как психокинез, но в количественном отношении отклонения от нормы выглядели крайне незначительными. Возникла идея применить по отношению к исследованию психокинеза тот же метод статистической обработки данных, что используется при тестировании новых лекарств.
В 1989 году психологи Дайан Феррари (англ. Diane C. Ferrary) из Принстонского университета и Дин Радин (Dean I. Radin, Intelligent Systems Laboratory, Conten Technology Center) разработали методику применения метаанализа по отношению к полученным результатам опытов, позволяющую исключить элемент случайности и выявить общую для всех случаев тенденцию. По утверждению Радина и Феррари результаты суммарной обработки данных, полученных после 2,5 миллионов вбрасываний игральных костей (с участием 2500 человек) указали на незначительное (не более 1 %), но статистически подтверждённое отклонение в результате воздействия на объект мыслью. Этот результат, по мнению исследователей, указывал на реальность феномена психокинеза.
В опубликованном в 2006 году метаанализе 380 исследований, в которых был обнаружен небольшой позитивный эффект воздействия мысли на генераторы случайных чисел, делается вывод о том, что существование этого эффекта не является доказанным и может быть объяснено искажением публикаций (англ. publication bias) — типом искажения, возникающим в академических исследованиях, когда результат эксперимента влияет на решение публиковать его или нет.
Премия в один миллион долларов, объявленная фондом Джеймса Рэнди за демонстрацию любого паранормального эффекта, до сих пор (2025) никому не вручена.

### Проект Global Consciousness
В 1998 году группа парапсихологов, приватно финансируемая Институтом ноэтики, создала Проект «Глобальное Сознание» (англ. Global Consciousness Project, GCP), который занялся мониторингом шестидесяти ГСС (генераторов случайных событий), размещённых в разных точках земного шара и производящих массированный и непрекращающийся поток (по крайней мере, теоретически) абсолютно случайных сигналов. На сентябрь 2006 года было зафиксировано около 200 случаев аномальных отклонений потока, как правило, также не более, чем на 1 %.
Возникает ощущение, что электронная система оказывается в такие моменты во власти некой внешней силы. Мы утверждаем, что в ходе многолетних наблюдений зафиксировали явление, которое не имеет материалистического объяснения и может быть истолковано как проявление  психокинеза.Доктор Роджер Нелсон, Global Consciousness Project, Принстонский университет
Организаторы проекта «Глобальное сознание» утверждают, что подобное наблюдается в часы, когда на планете происходят массовые бедствия. Отклонения в системе ГСС были зафиксированы в течение тех 8 часов, пока продолжалось разрушительное землетрясение на острове Ява в 2006 году, во время трагических событий в Беслане в 2004 году, а также 11 сентября 2001 года. Аномалии ГСС происходили и перед значимыми событиями, например, в 2001 году до трагедии 11 сентября, а в 2004 году перед цунами в Индийском океане. Однако, например, в 1999 году землетрясение в Турции, унесшее жизни около 40000 людей, не оказало никакого влияния на ГСС.
Один из критиков исследований, проводимых в рамках проекта Глобального Сознания, профессор Стэнли Джефферс из Йоркского университета в Торонто, провёл собственное исследование в сотрудничестве со специалистами Princeton Engeneering Anomalies Research (PEAR) и выступил с заявлением о том, что полученные в проекте результаты были неубедительны. Он высказал предположение, что проблема находится где-то внутри самих генераторов случайных чисел; другими словами, что генерируемые последовательности в действительности не являются стопроцентно случайными.
Критики утверждают, что зафиксированные в проекте аномалии в действительности не существуют и являются плодом когнитивного искажения исследователей — склонностью к подтверждению своей точки зрения.